# Renato Antunes
Paulo Renato Antunes Guimarães, (Recife, 16 de janeiro de 1981), é um político brasileiro. É deputado estadual de Pernambuco pelo PL.

## Biografia
Renato Antunes ocupa pela primeira vez uma cadeira na câmara estadual. Ele foi eleito em 2022 com 46.226 votos.